# VolAlto Caserta 2014-2015
Questa voce raccoglie le informazioni riguardanti il VolAlto Caserta nelle competizioni ufficiali della stagione 2014-2015.

## Stagione
La stagione 2014-15 è per il VolAlto Caserta la prima in Serie A2: il club campano infatti conquista la promozione nel campionato cadetto grazie alla vittoria dei play-off promozione della Serie B1 2013-14. Come allenatore viene confermato Massimo Monfreda, poi sostituito a stagione in corso da Emiliano Giandomenico, mentre la rosa è in buona parte rivoluzionate, con le poche conferme di Marica Armonia, Claudia Torchia, Carmen Gagliardi e Emanuela Fiore, poi ceduta nel corso del campionato. Tra gli acquisti principali quelli di Sara De Lellis, Caterina Fanzini, arrivata poco dopo l'inizio del 2015, Angela Gabbiadini, Sonja Percan e Soraia dos Santos, mentre tra le cessioni quelle di Adriana Kostadinova, Francesca Babbi e Melina Salzillo.
Il campionato si apre con sei sconfitte consecutive: la prima vittoria arriva infatti alla settima giornata con il 3-0 alla Pallavolo Piacentina, a cui segue il primo successo il trasferta ai danni della Polisportiva Filottrano Pallavolo; il girone di andata si conclude con altre cinque gare perse di fila per portano la squadra di Caserta al tredicesimo e ultimo posto in classifica, non utile per qualificarsi alla Coppa Italia di Serie A2. La situazione non cambia di molto ad inizio del girone di ritorno con altre quattro sconfitte: poi il VolAlto Caserta inanella tre vittorie consecutive e trovando poi nelle ultime cinque giornate di regular season il successo altre due volte; chiude il campionato al dodicesimo e penultimo posto, retrocedendo in Serie B1.

## Organigramma societario
Area direttiva
- Presidente: Agostino Barone
- Vicepresidente: Errico Di Rienzo

Area organizzativa
- Dirigente: Benedetto Ricciardi, Guglielmo Moschetti, Enrico Oliviero
- Segreteria generale: Gaetano Cinque
- Direttore sportivo: Pasquale Moschetti
- Direttore tecnico: Pasquale D'Aniello
- Responsabile arbitri: Gaetano Natale

Area tecnica
- Allenatore: Massimo Monfreda (fino al 12 gennaio 2015), Emiliano Giandomenico (dal 14 gennaio 2015)
- Allenatore in seconda: Salvatore Albanese
- Scout man: Giovanni Colasanto, Ludovico Barone

Area comunicazione
- Ufficio stampa: Antonio Luisè
- Grafico: Peppe Ranucci
- Fotografo: Giuseppe Melone
- Webmaster: Brains at Work

Area marketing
- Ufficio marketing: Antonio Fusaro

Area sanitaria
- Medico: Luciano Napoletano
- Fisioterapista: Centro Juvenilia

## Rosa
| N° | Nome              | Ruolo | Data di nascita   | Nazionalità sportiva |
| -- | ----------------- | ----- | ----------------- | -------------------- |
| 1  | Michela Ricciardi | C     | 22 settembre 1991 | Italia               |
| 2  | Sonja Percan      | S     | 8 maggio 1981     | Croazia              |
| 3  | Caterina Fanzini  | S/O   | 12 agosto 1985    | Italia               |
| 4  | Emanuela Fiore    | S     | 25 ottobre 1986   | Italia               |
| 5  | Linda Martinuzzo  | C     | 10 ottobre 1992   | Italia               |
| 6  | Angela Gabbiadini | S     | 12 maggio 1992    | Italia               |
| 7  | Giada Boriassi    | C     | 14 dicembre 1992  | Italia               |
| 8  | Isabella Perata   | P     | 15 dicembre 1997  | Italia               |
| 10 | Federica Barone   | L     | 30 settembre 1990 | Italia               |
| 11 | Sara De Lellis    | P     | 14 novembre 1986  | Italia               |
| 12 | Marica Armonia    | S     | 20 gennaio 1990   | Italia               |
| 13 | Giulia Rocchi     | L     | 20 ottobre 1992   | Italia               |
| 14 | Carmen Gagliardi  | C     | 23 gennaio 1991   | Italia               |
| 17 | Claudia Torchia   | C     | 22 agosto 1995    | Italia               |
| 18 | Soraia dos Santos | S/O   | 13 gennaio 1984   | Brasile              |

## Mercato
| Acquisti | Acquisti          | Acquisti           | Acquisti   |
| R.       | Nome              | da                 | Modalità   |
| -------- | ----------------- | ------------------ | ---------- |
| C        | Giada Boriassi    | Pesaro             | definitivo |
| P        | Sara De Lellis    | Soverato           | definitivo |
| S/O      | Soraia dos Santos | Cadelbosco         | definitivo |
| S/O      | Caterina Fanzini  | Forlì              | definitivo |
| S/O      | Emanuela Fiore    | Savino Del Bene    | definitivo |
| S        | Angela Gabbiadini | New Libertas       | definitivo |
| C        | Linda Martinuzzo  | Soverato           | definitivo |
| S        | Sonja Percan      | IHF                | definitivo |
| P        | Isabella Perata   | Chieri '76 Carol's | definitivo |
| C        | Michela Ricciardi | Sabaudia           | definitivo |
| L        | Giulia Rocchi     | Trevi              | definitivo |

| Cessioni | Cessioni            | Cessioni      | Cessioni   |
| R.       | Nome                | a             | Modalità   |
| -------- | ------------------- | ------------- | ---------- |
| P        | Virginia Alfieri    | Libera Virtus | definitivo |
| S        | Francesca Babbi     | Pesaro        | definitivo |
| P        | Martina Del Vaglio  | Arzano        | prestito   |
| S/O      | Emanuela Fiore      | Terracina     | definitivo |
| S        | Adriana Kostadinova | Nettuno       | definitivo |
| S/O      | Paola Paioletti     | ?             | definitivo |
| C        | Michela Ricciardi   | Sabaudia      | definitivo |
| S        | Melina Salzillo     | -             | ritirata   |
| S/O      | Giulia Speranza     | Busto Arsizio | definitivo |

## Risultati

### Serie A2

#### Girone di andata
| 1ª giornata - 2 novembre 2014 Palasport Città di Vicenza, Vicenza | Obiettivo Risarcimento | 3 - 0 | VolAlto Caserta | 25-16, 25-19, 25-19               |
| 2ª giornata - 9 novembre 2014 Palazzetto dello Sport, Caserta     | VolAlto Caserta        | 0 - 3 | Soverato        | 18-25, 21-25, 18-25               |
| 3ª giornata - 16 novembre 2014 Palazzetto dello Sport, Monza      | Pro Victoria           | 3 - 0 | VolAlto Caserta | 25-19, 25-19, 25-14               |
| 4ª giornata - 23 novembre 2014 Palazzetto dello Sport, Caserta    | VolAlto Caserta        | 1 - 3 | Neruda          | 19-25, 25-21, 17-25, 20-25        |
| 5ª giornata - 30 novembre 2014 Palazzetto dello Sport, Rovigo     | Beng Rovigo            | 3 - 0 | VolAlto Caserta | 25-19, 25-18, 25-20               |
| 6ª giornata - 7 dicembre 2014 Palazzetto dello Sport, Caserta     | VolAlto Caserta        | 3 - 0 | Piacentina      | 25-17, 25-21, 25-19               |
| 7ª giornata - 10 dicembre 2014 PalaBaldinelli, Osimo              | Filottrano             | 0 - 3 | VolAlto Caserta | 22-25, 23-25, 25-27               |
| 9ª giornata - 21 dicembre 2014 Palazzetto dello Sport, Caserta    | VolAlto Caserta        | 2 - 3 | Trentino Rosa   | 25-20, 22-25, 30-28, 23-25, 10-15 |
| 10ª giornata - 26 dicembre 2014 PalaJacazzi, Aversa               | Libertas Aversa        | 3 - 0 | VolAlto Caserta | 25-22, 25-14, 25-14               |
| 11ª giornata - 4 gennaio 2015 PalaRavizza, Pavia                  | Pavia                  | 3 - 1 | VolAlto Caserta | 22-25, 25-19, 26-24, 25-12        |
| 12ª giornata - 11 gennaio 2015 Palazzetto dello Sport, Caserta    | VolAlto Caserta        | 1 - 3 | Hermaea         | 25-21, 19-25, 22-25, 17-25        |
| 13ª giornata - 17 gennaio 2015 Centro Pavesi, Milano              | Club Italia            | 3 - 2 | VolAlto Caserta | 25-19, 19-25, 22-25, 25-19, 15-13 |

#### Girone di ritorno
| 14ª giornata - 25 gennaio 2015 Palazzetto dello Sport, Caserta  | VolAlto Caserta | 1 - 3 | Obiettivo Risarcimento | 25-22, 21-25, 16-25, 18-25        |
| 15ª giornata - 1º febbraio 2015 PalaScoppa, Soverato            | Soverato        | 3 - 2 | VolAlto Caserta        | 25-22, 25-17, 25-27, 15-25, 15-6  |
| 16ª giornata - 8 febbraio 2015 Palazzetto dello Sport, Caserta  | VolAlto Caserta | 1 - 3 | Pro Victoria           | 22-25, 25-16, 24-26, 23-25        |
| 17ª giornata - 15 febbraio 2015 PalaResia, Bolzano              | Neruda          | 3 - 0 | VolAlto Caserta        | 25-19, 25-8, 25-18                |
| 18ª giornata - 22 febbraio 2015 Palazzetto dello Sport, Caserta | VolAlto Caserta | 3 - 1 | Beng Rovigo            | 30-28, 25-27, 25-23, 25-20        |
| 19ª giornata - 7 marzo 2015 PalaFranzanti, Piacenza             | Piacentina      | 1 - 3 | VolAlto Caserta        | 25-20, 19-25, 21-25, 16-25        |
| 20ª giornata - 12 marzo 2015 Palazzetto dello Sport, Caserta    | VolAlto Caserta | 3 - 1 | Filottrano             | 21-25, 25-17, 25-20, 25-20        |
| 22ª giornata - 22 marzo 2015 PalaSanbapolis, Trento             | Trentino Rosa   | 3 - 0 | VolAlto Caserta        | 25-20, 25-18, 25-16               |
| 23ª giornata - 29 marzo 2015 Palazzetto dello Sport, Caserta    | VolAlto Caserta | 0 - 3 | Libertas Aversa        | 14-25, 23-25, 21-25               |
| 24ª giornata - 4 aprile 2015 Palazzetto dello Sport, Caserta    | VolAlto Caserta | 3 - 2 | Pavia                  | 18-25, 25-23, 25-23, 21-25, 15-12 |
| 25ª giornata - 8 aprile 2015 Geopalace, Olbia                   | Hermaea         | 3 - 1 | VolAlto Caserta        | 27-29, 25-14, 25-17, 25-18        |
| 26ª giornata - 12 aprile 2015 Palazzetto dello Sport, Caserta   | VolAlto Caserta | 3 - 2 | Club Italia            | 25-21, 26-24, 20-25, 24-26, 19-17 |

## Statistiche

### Statistiche di squadra
| Competizione | Punti | In casa | In casa | In casa | In trasferta | In trasferta | In trasferta | Totale | Totale | Totale |
| Competizione | Punti | G       | V       | P       | G            | V            | P            | G      | V      | P      |
| ------------ | ----- | ------- | ------- | ------- | ------------ | ------------ | ------------ | ------ | ------ | ------ |
| Serie A2     | 22    | 12      | 5       | 7       | 12           | 2            | 10           | 24     | 7      | 17     |
| Totale       | -     | 12      | 5       | 7       | 12           | 2            | 10           | 24     | 7      | 17     |

G = partite giocate; V = partite vinte; P = partite perse

### Statistiche dei giocatori
| Giocatore     | Serie A2 | Serie A2 | Serie A2 | Serie A2 | Serie A2 | Totale | Totale | Totale | Totale | Totale |
| Giocatore     | P        | PT       | AV       | MV       | BV       | P      | PT     | AV     | MV     | BV     |
| ------------- | -------- | -------- | -------- | -------- | -------- | ------ | ------ | ------ | ------ | ------ |
| M. Armonia    | 12       | 11       | ?        | ?        | ?        | 12     | 11     | ?      | ?      | ?      |
| F. Barone     | 24       | 1        | ?        | ?        | ?        | 24     | 1      | ?      | ?      | ?      |
| G. Boriassi   | 5        | 24       | ?        | ?        | ?        | 5      | 24     | ?      | ?      | ?      |
| S. De Lellis  | 24       | 50       | ?        | ?        | ?        | 24     | 50     | ?      | ?      | ?      |
| S. dos Santos | 23       | 407      | ?        | ?        | ?        | 23     | 407    | ?      | ?      | ?      |
| C. Fanzini    | 10       | 64       | ?        | ?        | ?        | 10     | 64     | ?      | ?      | ?      |
| E. Fiore      | 7        | 4        | ?        | ?        | ?        | 7      | 4      | ?      | ?      | ?      |
| A. Gabbiadini | 22       | 97       | ?        | ?        | ?        | 22     | 97     | ?      | ?      | ?      |
| C. Gagliardi  | 11       | 6        | ?        | ?        | ?        | 11     | 6      | ?      | ?      | ?      |
| L. Martinuzzo | 24       | 222      | ?        | ?        | ?        | 24     | 222    | ?      | ?      | ?      |
| I. Perata     | 11       | 1        | ?        | ?        | ?        | 11     | 1      | ?      | ?      | ?      |
| S. Percan     | 24       | 356      | ?        | ?        | ?        | 24     | 356    | ?      | ?      | ?      |
| M. Ricciardi  | 2        | 0        | 0        | 0        | 0        | 2      | 0      | 0      | 0      | 0      |
| G. Rocchi     | 11       | -        | -        | -        | -        | 11     | -      | -      | -      | -      |
| C. Torchia    | 23       | 129      | ?        | ?        | ?        | 23     | 129    | ?      | ?      | ?      |

P = presenze; PT = punti totali; AV = attacchi vincenti; MV = muri vincenti; BV = battute vincenti